# سبدنشین هانتر

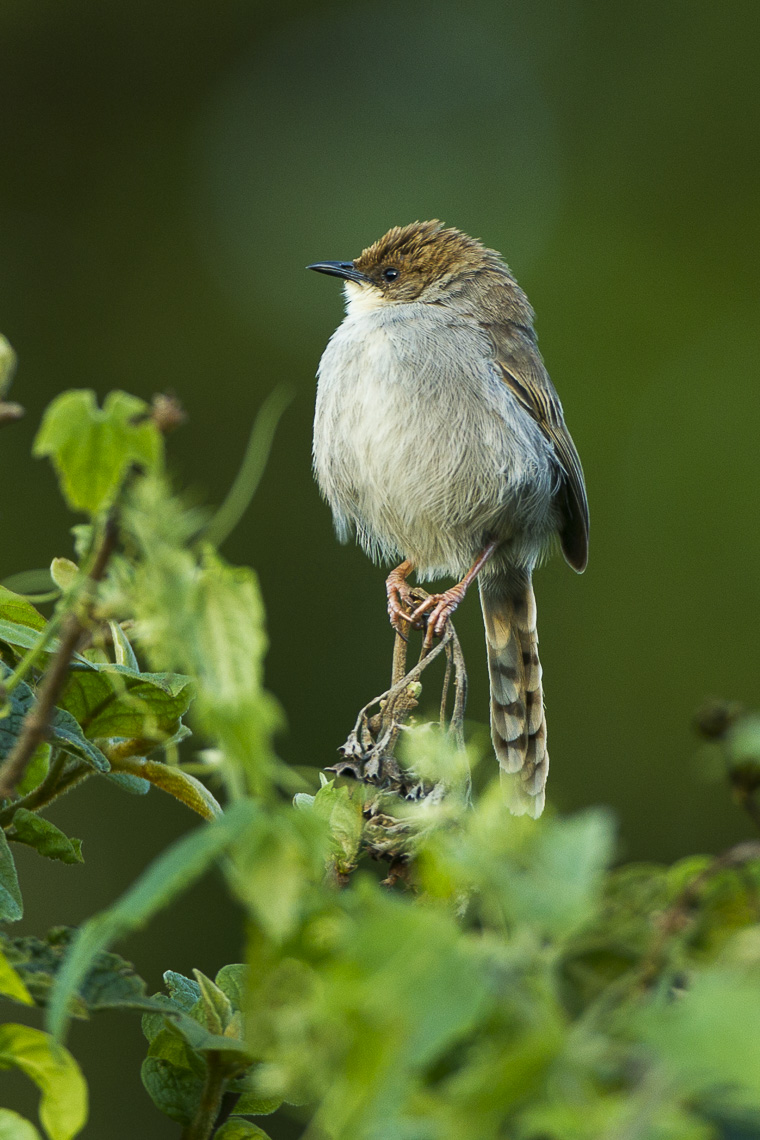
سبدنشین هانتر

سبدنشین هانتر (نام علمی: Cisticola hunteri) نام یک گونه از سرده سبدنشین است.